# José Bautista
José Antonio Bautista (ur. 19 października 1980) – dominikański baseballista, który występował na pozycji prawozapolowego i trzeciobazowego.

## Przebieg kariery
Bautista został wybrany w 2000 roku w dwudziestej rundzie draftu przez Pittsburgh Pirates, jednak grał tylko w klubach farmerskich tego zespołu. W grudniu 2003 przeszedł na zasadzie Rule 5 draft (draft, do którego przystępują zawodnicy z MiLB, niemieszczący się w 40-osobowej kadrze zespołu) do Baltimore Orioles, w którym zadebiutował 4 kwietnia 2004 w meczu przeciwko Boston Red Sox jako pinch runner. W czerwcu 2004 został zawodnikiem Tampa Bay Devil Rays poprzez system transferowy zwany waivers. W tym samym miesiącu brał udział jeszcze w trzech transakcjach z udziałem Kansas City Royals, New York Mets oraz Pittsburgh Pirates. W sierpniu 2008 w ramach wymiany zawodników przeszedł do Toronto Blue Jays.
W 2010 po raz pierwszy wystąpił w Meczu Gwiazd, po raz pierwszy otrzymał nagrodę Silver Slugger Award i jako 26. zawodnik w historii MLB zdobył co najmniej 50 home runów w jednym sezonie. Rok później ponownie zwyciężył w lidze w klasyfikacji pod względem liczby zdobytych home runów (43) i miał najlepszy wskaźnik slugging percentage (0,608). W sierpniu 2012 odniósł kontuzję lewego nadgarstka, która wykluczyła go z gry do końca sezonu.
18 czerwca 2014 w meczu z New York Yankees zaliczył 1000. odbicie w MLB. 18 stycznia 2017 podpisał nowy, roczny kontrakt z Blue Jays z opcją przedłużenia o dwa lata.
W kwietniu 2018 podpisał kontrakt z Atlanta Braves. W maju 2018 został zawodnikiem New York Mets, zaś w sierpniu 2018 Philadelphia Phillies.

## Nagrody i wyróżnienia
| Nagroda/wyróżnienie     | Lata                               | Źródło |
| 6× All-Star             | 2010, 2011, 2012, 2013, 2014, 2015 | [ 3 ]  |
| 3× Silver Slugger Award | 2010, 2011, 2014                   | [ 5 ]  |
| 2× Hank Aaron Award     | 2010, 2011                         | [ 11 ] |